# Сафонов, Александр Николаевич (депутат)
Александр Николаевич Сафонов (род. 6 мая 1963, Шаран, Башкирская АССР) — российский политический деятель. Депутат Государственной Думы третьего созыва (1999—2003).

## Биография
В 1986 году окончил Киевский институт инженеров гражданской авиации.
20 октября 2002 году выиграл в дополнительных выборах депутата Государственной думы по 222-му Ханты-Мансийскому одномандатному избирательному округу. Набрал 54,59 %. Член комитета Государственной Думы по вопросам местного самоуправления.
С 2002 года — Почётный гражданин города Урая.